# Nano-Nucleonic Cyborg Summoning
Nano-Nucleonic Cyborg Summoning è il secondo EP dei Behold... The Arctopus, pubblicato nel 2005 dalla Epicene Sound Systems.

## Descrizione
Composto da tre brani, l'EP è stato inizialmente distribuito in una tiratura limitata a 800 copie. Successivamente la Metal Blade Records ha ristampato il disco su vinile bianco in 500 copie.
Il 22 agosto 2006 la Black Market Activities ristampò l'EP con l'aggiunta dei brani di Nano-Nucleonic Cyborg Summoning e Arctopocalypse Now... Warmageddon Later, oltre ad una selezione di brani live. La copertina è stata illustrata da Terry Grow.

## Tracce
1. Exospacial Psionic Aura – 7:38
2. Estrogen/Pathogen Exchange Program – 5:19
3. Sensory Amusia – 4:34

Riedizione
1. Exospacial Psionic Aura – 7:31
2. Estrogen/Pathogen Exchange Program – 5:26
3. Sensory Amusia – 4:39
4. Alcoholocaust – 2:50
5. You Will Be Reincarnated as an Imperial Attack Spaceturtle – 8:27
6. Alcoholocaust (Live) – 3:01
7. You Will Be Reincarnated as an Imperial Attack Spaceturtle (Live) – 8:38
8. Exospacial Psionic Aura (Live) – 7:16
9. Sensory Amusia (Live) – 5:14

## Formazione
- Colin Marston – chitarra Warr
- Mike Lerner – chitarra elettrica
- Charlie Zeleny – percussioni